# Антоний (Медведев, Андрей Гаврилович)
Архимандрит Антоний (в миру Андрей Гаврилович Медведев; 6 (17) октября 1792 — 12 (24) мая 1877) — архимандрит Русской православной церкви, наместник Свято-Троицкой Сергиевой лавры, местночтимый святой.

## Биография
Родился 6 октября 1792 года в селе Лыскове, Макарьевского уезда Нижегородской губернии в семье вольноотпущенного крестьянина графини Е. И. Головиной, служившего поваром у князя Е. А. Грузинского. В семье было четверо детей. Отец умер, когда Андрею было 4 года. После обучения дома грамоте, его отдали в ученики к аптекарю при лысковской больнице. Затем князь Грузинский поручил ему заведование больницей, а в 1812 году Медведев получил формальное дозволение на врачебную практику. Но не к этому роду занятий лежала его душа; беседы с иноками имели в жизни Медведева решающее значение и дали ей новое направление; большое влияние оказала на него настоятельница Арзамасской Алексеевской женской общины Олимпиада (Стригалёва).
Приняв решение стать монахом, в 1817 году он отправился в Саровскую пустынь, но принят был туда послушником только 27 июля 1818 года, когда пришел уже во второй раз. Через полтора года он перешёл в Высогорскую Вознесенскую пустынь, где сначала был пономарём; 27 июня 1822 года он был пострижен в монашество с именем Антоний — в честь преподобного Антония Киево-Печерского, 20 июля рукоположён в иеродиакона, а 22 июля — в иеромонаха.
В 1824 года Антоний путешествовал на богомолье в Киев. Путешествие это, встреча с разными лицами, опытными в духовной жизни, знакомство с разными порядками монастырской жизни для наблюдательного инока имели большое значение, расширив круг его воззрений и обогатив его многими сведениями.
В 1826 году, 9 июля, Антоний был назначен строителем Высокогорской пустыни и присутствующим в Арзамасском духовном правлении. Под управлением нового строителя Высокогорская пустынь стала быстро улучшаться. Церкви обновились, установилось благолепное служение, число братии увеличилось и воздвиглись новые корпуса для помещения иноков; настоятель своим служением и даром слова привлекал в обитель из окрестностей многих посетителей. За время его руководства пустыней число братии выросло с 20 человек до 90. Антоний неоднократно ездил в Саров для беседы со старцами, встречался с Серафимом Саровским.
В 1831 году Антоний был избран московским митрополитом Филаретом в наместники Троице-Сергиевой лавры и 15 марта возведён в сан архимандрита; 19 марта прибыл в лавру.
Архимандрит Антоний пробыл наместником 46 лет, принёс лавре много пользы и вполне оправдал доверие к нему архипастыря, сделавшись его духовным отцом, другом и деятельным сотрудником. Архимандрит Антоний сразу так умело повёл дело, что через три года прежней лавры нельзя было узнать. Все скитские обители в окрестностях лавры (Гефсиманская, Пещерная, Параклит, Боголюбивая киновия) единственно Антонию обязаны своим существованием. Лаврские церкви украсились внутри и снаружи, огласились стройным и чинным служением и стали привлекать множество богомольцев; из «холодных» храмов стали отапливаемыми Троицкий собор, Никоновская, Духовская, Смоленская церкви.
В 1832 году из братских келий в Донском (Варваринском) корпусе была организована странноприимная мужская больница, за стенами лавры — женская больница и богадельня. В 1838 году на месте сгоревшей гостиницы был создан дом призрения, где разместились богадельня, больница и домовая церковь. В Угловой (Пятницкой) башне в 1840 году было организовано училище и приют для сирот на 100 человек, которые жили и учились на полном содержании монастыря, ещё 100 учеников приходили учиться и обедать; организовано питание для странников. Были устроены иконописная мастерская, школа иконописания (1839), литографическая мастерская (1844). Лавра кормила бедных, выдавала в неурожайные годы муку и хлеб нуждающимся и призревала переселенцев; посадская тюрьма получила церковь и лучшие помещения.
Антоний внимательно следил за поведением и жизнью иноков, особенно почитал и поощрял лаврских старцев-подвижников; помогал оптинским монахам в издании книг. Благодаря совместным трудам архимандрита Антония и митрополита Филарета в 1841 году было напечатано первое «Житие преподобного Серафима».
Антоний был награждён орденами Св. Анны 2-й степени (18.04.1836) и Св. Владимира 3-й степени (01.06. 1849) и 2-й степени (03.03.1863). В ознаменование 25-летия его служения в лавре Святейший Синод наградил его правом ношения панагии (04.09.1856); 7 августа 1859 года ему была присвоена степень первоклассного архимандрита.
С апреля 1852 года он состоял членом-корреспондентом Императорского Русского археологического общества.
В течение более 35 лет Антоний был в переписке с митрополитом московским Филаретом (Дроздовым).
Стремясь к уединению, Антоний ещё в 1840 году просился на покой, но не был отпущен; в 1843 году выстроил себе дом в Махрищком монастыре. В 1872 году просил у митрополита Иннокентия (Вениаминова) увольнения от должности по старости, но и в этот раз просьба была отклонена. В 1873 году у Антония случился лёгкий инсульт, после которого он сильно ослабел и оставался прикованным к постели.

## Прославление
Почитание архимандрита Антония особо выразилось в обязательном и усердном поминовении его в Троице-Сергиевой Лавре на всех заупокойных ектениях.
Преподобный Антоний был прославлен как местночтимый святой 16 октября 1998 года по благословению патриарха Алексия II, который сам возглавил торжество прославления. Ко времени прославления останки Антония были обретены и помещены в Духовском соборе.

## Сочинения
- "Предвестие о дне кончины митр. Московского Филарета, " ДЧ, 1867, ч. 3, 185—186.
- "Письмо проф. С. К. Смирнову [23 мая 1863 г.], " БВ, 1915, № 10/12, 668.
- «Письма к духовной дочери Е. И. М.,» [Серг. П.], 1990р, 44-94.
- "Доброе слово новоначальному послушнику, " [Серг. П.], 1996п.
- Монастырские письма, Серг. П., 1996п.